# Paope
För andra betydelser, se Paope (olika betydelser).
Paope är en by (estniska: küla) i Dagö kommun i landskapet Hiiumaa (Dagö) i västra Estland. Byn ligger vid Riksväg 80 på ön Dagö, cirka sju kilometer sydväst om småköpingen Hohenholm (estniska: Kõrgessaare).
I kyrkligt hänseende hör byn till Röicks församling inom den Estniska evangelisk-lutherska kyrkan.
Före 2013 hörde byn till dåvarande Kõrgessaare kommun.